# Únos není sranda
Únos není sranda (v anglickém originále Child Abduction Is Not Funny) je jedenáctý díl šesté řady amerického animovaného televizního seriálu Městečko South Park. Premiéru měl 6. listopadu 2002 na americké televizní stanici Comedy Central 

## Děj
Aby byly děti ochráněny proti únosu, najmou si jejich rodiče majitele místní čínské restaurace, pana Wonga, aby jim postavil kolem města Velkou čínskou zeď. Mezitím rodiče pošlou všechny děti z města. Po marných pokusech typu dětských sledovaček nebo Mongolských nájezdců,[ujasnit] se rodiče poučí a začnou věřit cizincům.